# Breno Morais
Breno Morais Santos (6 de março de 1997, Aracaju) é um ciclista brasileiro, membro da equipa Soul Brasil.

## Biografia
Nativo de Aracaju, Breno Morais consagra-se desde criança à prática do ciclismo, participando em seus primeiros Jogos escolares à escala nacional à idade de doze anos. Durante o ano de 2015, distingue-se em fevereiro por motivo da Volta Ciclista da Juventude, carreira por etapas uruguaias reservadas aos corredores de menos de 20 anos, onde ganha a terceira etapa e termina melhor escalador da prova. A contar do mês de maio, está convidado para um estágio de seis mês na Espanha, nas fileiras da equipa júnior Disgarça, baseada em Santander. Com esta, consegue a sua primeira competição no solo europeu a 30 de maio, que se impõe no Troféu San Félix.
Para a temporada de 2017, é contratado pela formação Soul Brasil, evoluindo ao degrau continental profissional. A revelação de três controles positivos em seu efectivo (João Gaspar, Kléber Ramos e Ramiro Rincón), em menos de dois meses, treina não obstante a suspensão de todas competições internacionais para a formação até 12 de fevereiro.

## Palmarés em estrada
- 2015
  -     - 3. ª etapa da Volta Ciclista da Juventude
- 2017
  - Prova TV Atalai